# Héctor Daniel Silva
Héctor Daniel Silva Uribe  (Temuco, Chile, 6 de febrero de 1960) es un exfutbolista chileno que jugaba de mediocampista.

## Trayectoria
Oriundo de Temuco, es un producto de las divisiones inferiores de Green Cross-Temuco. Debutó profesionalmente durante la temporada 1975 en el club temuquense.Tras 4 temporadas como titular, en 1980 firma con Universidad Católica, en donde formó parte del equipo cruzado que se coronó como campeón de la Primera División 1984. Sin embargo, tras ver disminuido sus minutos de juego, en 1985 ficha por O'Higgins, que producto de una crisis económica y deportiva desciende esa temporada a la entonces llamada Segunda división.
En 1986 ficha por Unión Española, en donde jugó por dos temporadas. En 1988 regresa a su ciudad natal, fichando con Deportes Temuco de la Segunda división, donde se retira del fútbol a fines de la temporada.

## Selección nacional
Formó parte de la Selección Chilena en 1980, jugando partidos amistosos no oficiales durante ese año.

## Estadísticas

### Clubes
| Club                 | País  | Año       |
| -------------------- | ----- | --------- |
| Green Cross-Temuco   | Chile | 1975-1979 |
| Universidad Católica | Chile | 1980-1984 |
| O'Higgins            | Chile | 1985      |
| Unión Española       | Chile | 1986-1987 |
| Deportes Temuco      | Chile | 1988      |

## Palmarés

#### Campeonatos nacionales
| Título               | Club                 | País  | Año  |
| -------------------- | -------------------- | ----- | ---- |
| Copa Chile           | Universidad Católica | Chile | 1983 |
| Copa de la República | Universidad Católica | Chile | 1983 |
| Primera División     | Universidad Católica | Chile | 1984 |